# لورا وندرورت
لورا وندروُرت (به انگلیسی: Laura Vandervoort) (زاده ۲۲ سپتامبر ۱۹۸۴) بازیگر کانادایی است که بیشتر برای ایفای نقش کرا زور-ال در مجموعه تلویزیونی اسمالویل شبکهٔ سی‌دابلیو، سِیدی سینک در  "Instant Star" و لیسا در سریال علمی–تخیلی شبکه ای‌بی‌سی بنام وی شناخته شده‌است. 
از جمله دیگر فیلم‌های او می‌توان به مراقب ،  این یعنی جنگ و جیگ‌ساو به اشاره کرد.

## زندگی
لورا که در تورنتو، انتاریو زاده شده بود؛ به رشته‌های ورزشی چون فوتبال، کاراته، بسکتبال، تنیس، ژیمناستیک و بیسبال پرداخته بود. وی در ۷ سالگی شروع به ورزش کاراته کرد و توانست در ۱۶ سالگی، کمربند مشکی خود را کسب کند.
بعد از حضورش در چند برنامه تلویزیونی، توانست اولین نقش خود را که در آن دیالوگ دارد را با بازی در سریال‌های "Goosebumps" و آیا از تاریکی هراس دارید؟ کسب کند.

## حرفه
پس از بازی به عنوان مهمان در چند سریال تلویزیونی و حضور در چند فیلم ساخت دیزنی، لورا در سن ۱۹ سالگی اولین نقش اول خود را با بازی در سریال "Instant Star" بدست آورد. سریالی که ۴ فصل از آن ساخته شد.
در سال ۲۰۰۶، لورا در اولین فیلم مهمش بنام "The Lookout" در کنار بازیگرانی چون جف دانیلز و جوزف گوردون لیویت به بازی پرداخت. بازی در چند سریال تلویزیونی دیگر، لورا را به سمت بازی در نقش کارا کنت در مجموعه تلویزیونی اسمالویل کشاند. وی در فصل‌های ۷ و ۸ این سریال، در هر کدام، یک قسمت بازی کرد. همچنین در دو قسمت دیگر نیز در فصل ۱۰ و آخرین فصل مجموعه اسمالویل نیز حضور داشت.
در ادامه حضور در سریال اسمالویل، وی در قسمت دوم فیلم توی دریا، با عنوان توی دریا ۲: صخره به بازی پرداخت. سرانجام وی توانست تا در نقش لیزا و در سریال شبکه ای‌بی‌سی، بنام وی حضور یابد. وی در این سریال، در نقش دختر سردسته فضایی‌های به زمین آمده حضور پیدا کرده‌است.
نکاتی دربارهٔ وی:
- قدش ۱۷۰ سانتی متر است.
- دختر عموی گوردون پینست (بازیگر معروف کانادایی) است.
- برای رشته‌های روانشناسی و انگلیسی به دانشگاه یورک رفت.
- عکسش بر روی جلد نهایی مجله "استاف" بود.
- رنگ مورد علاقه‌اش، آبی ست.
- در مارس ۲۰۰۸ در رده ۲۵ سکـسی‌ترین بازیگران سریال‌های تلویزیونی در مجله "ویزارد" قرار گرفت.
- یکی از ۱۰۰ زن سکـسی سال ۲۰۱۰ از نگاه مجمله ماکسیم بود.